# Cratere Holmes
Holmes  è un cratere sulla superficie di Marte.